# Дубнинский проезд
Дубнинский прое́зд — улица в Северном административном округе города Москвы на территории района «Восточное Дегунино». Проходит от Дмитровского шоссе до Проектируемого проезда № 5267. Нумерация домов отсутствует.

## Происхождение названия
Проезд получил своё название в 1994 году в связи с близостью (ок. 300 метров) к Дубнинской улице.

## Описание
Проезд начинается от пересечения с Дмитровским шоссе (между д. №№ 100 и 102) и заканчивается пересечением с Проектируемым проездом № 5267 (напротив д. № 79-б стр. 6 по Дубнинской улице). Направление: в первой половине — с запада на восток, во второй — с юга на север.
Автомобильное движение — по одной-«полторы» полосы в каждом направлении на разных участках, один светофор (в начале), нерегулируемых пешеходных переходов нет. Тротуарами оборудована только первая половина проезда и только одна сторона. Примыканий ни слева, ни справа нет.

## Здания и сооружения
Жилых домов в проезде нет. Все здания в первой половине проезда имеют чётную нумерацию по Дмитровскому шоссе, во второй — нечётную по Дубнинской улице. Проезд застроен складами, ангарами, автосервисами, автосалонами и автобазами.

## Общественный транспорт
Назменый общественный транспорт по проезду не ходит.
- Станция метро:
  - «Яхромская» — в непосредственной близости от начала проезда.
- Ж/д станция:
  - «Бескудниково» — в 900 метрах от середины проезда.

## Галерея

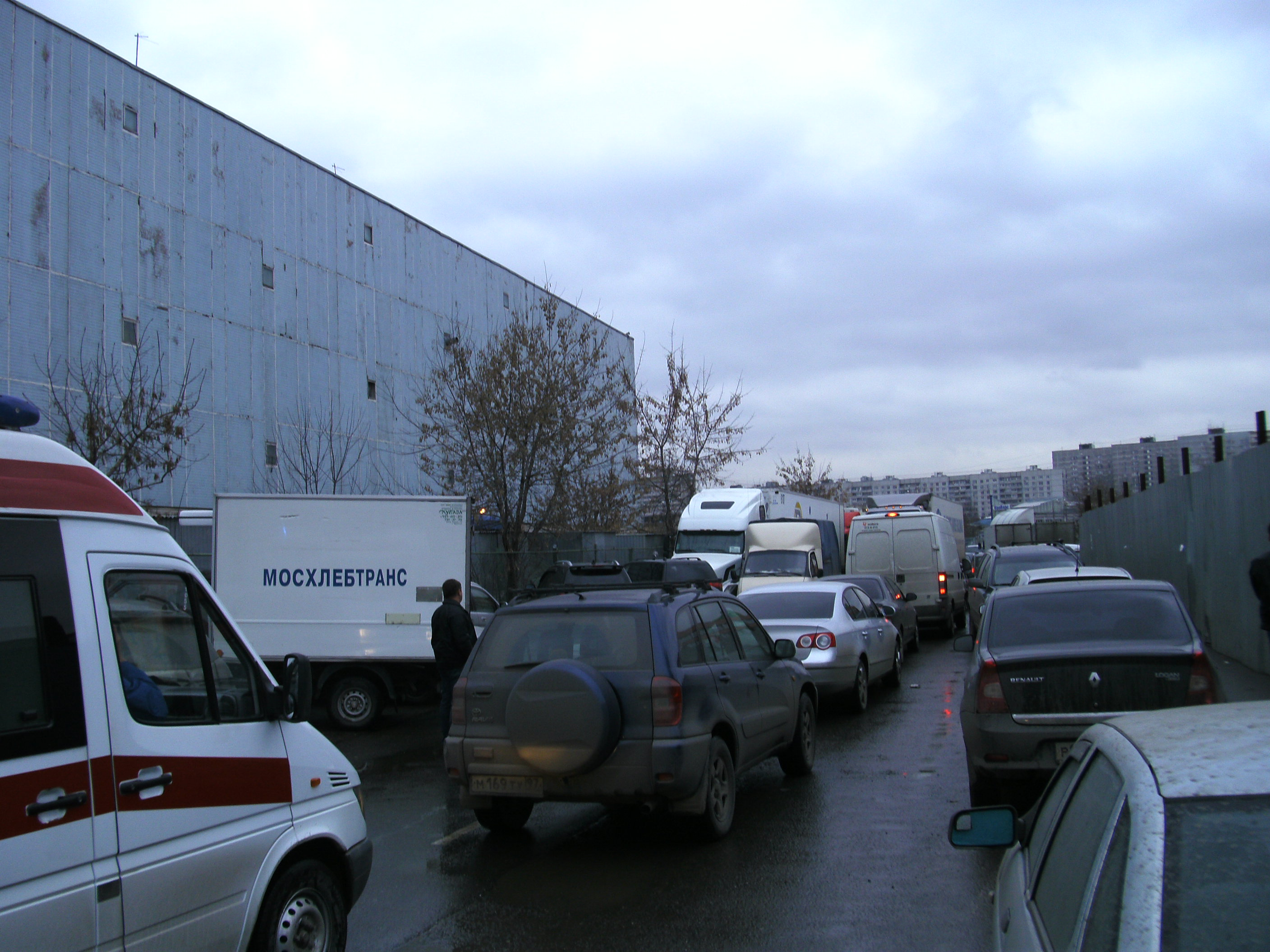
Узкая проезжая часть, отсутствие парковок и обилие большегрузного транспорта регулярно приводят к пробкам в проезде
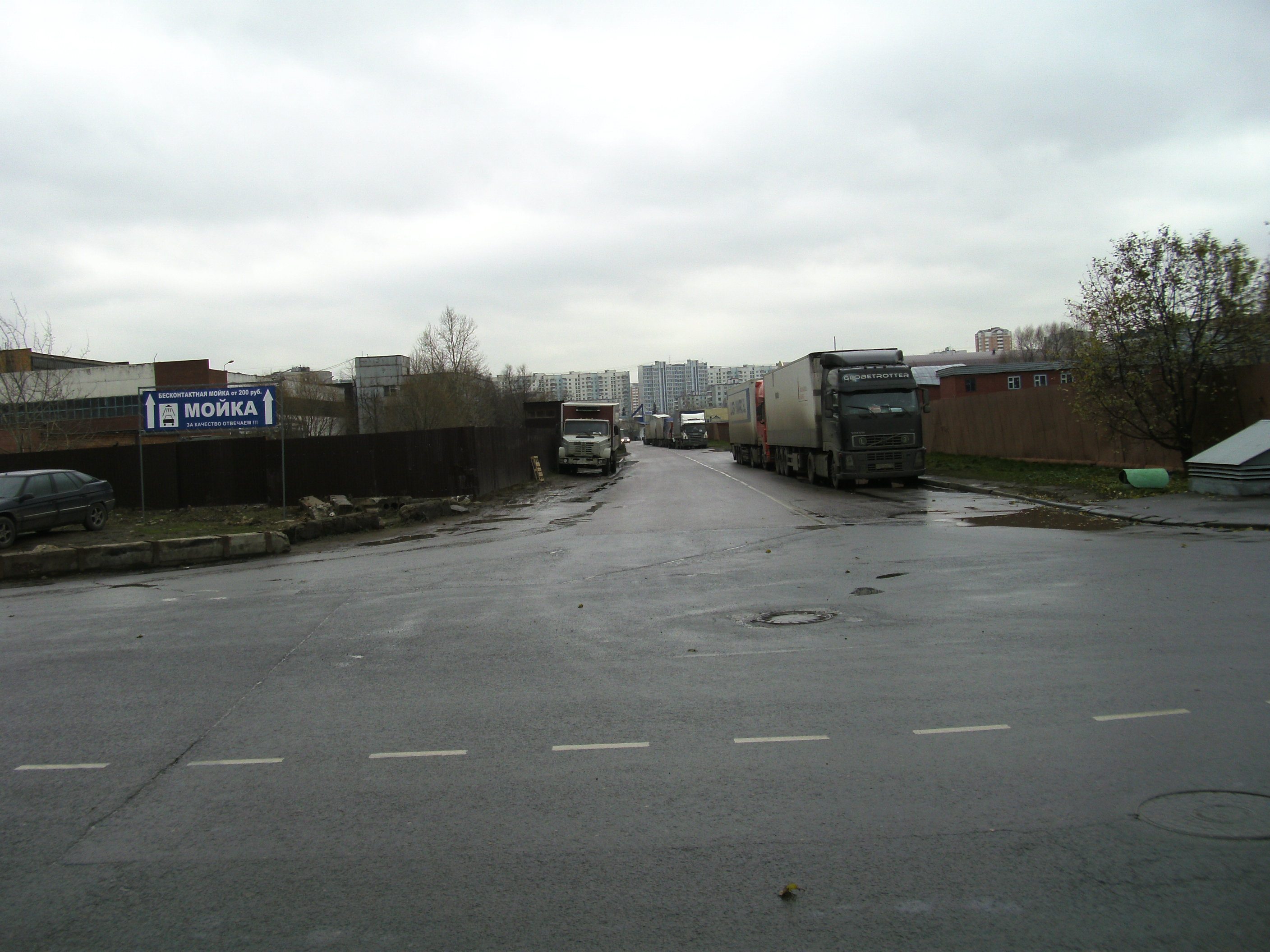
Конец проезда